# Goutte (physique)
Pour les articles homonymes, voir Goutte.

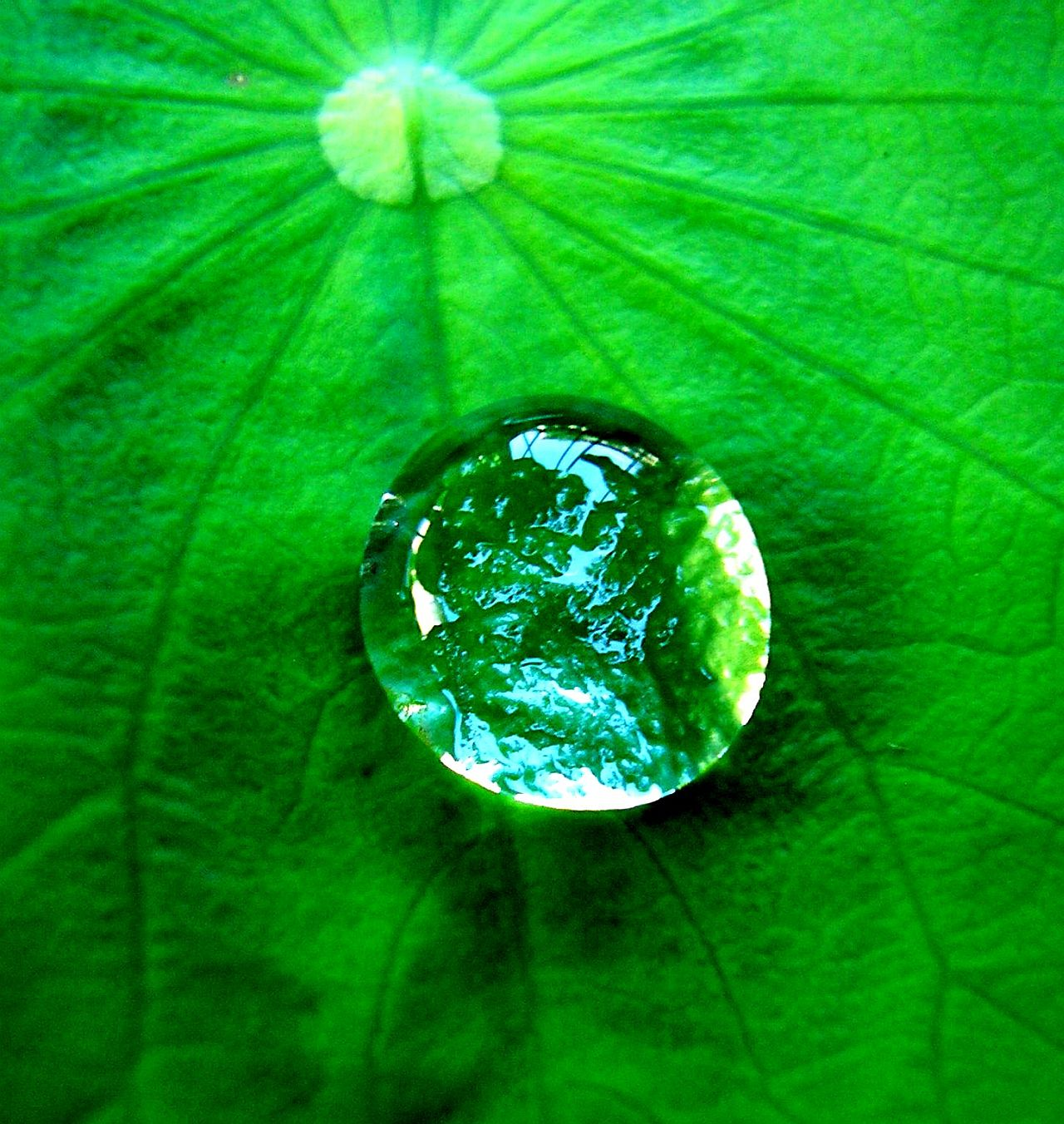
Une goutte d’eau sur la feuille de lotus fortement hydrophobe.

Gouttes d’eau coulant d’un robinet.

Une goutte est une petite quantité de liquide où la tension de surface est importante. La plus petite gouttelette d'eau analysée qui comporte le nombre de 3 × 1020 molécules d'eau reste une superstructure géante à l'échelle de la molécule.

## Forme d'une goutte

### Goutte dans l'air
Pour une goutte d’eau de faible dimension (typiquement 1 mm), la tension de surface est la force dominante. Si elle est déposée sur une surface fortement hydrophobe, une goutte adopte une forme proche de la sphère. Cet état d’équilibre correspond à un minimum de surface, donc d’énergie de surface, dominante à cette échelle.
Un argument fondé sur les forces en présence permet de retrouver ce résultat. En effet, la pression engendrée par la tension de surface est proportionnelle à la courbure de la surface de la goutte (pression de Laplace). À l’équilibre, la pression est constante, donc la courbure l’est aussi : une goutte (comme une bulle) est sphérique. Ceci reste vrai tant que la pesanteur est négligeable, c’est-à-dire pour des gouttes plus petites que la longueur capillaire, environ 3 mm pour l’eau. Même les gouttes en mouvement, les gouttes de pluie par exemple, gardent cette forme sphérique à cette échelle (échelle qui est justement celle de la pluie).

### Goutte sur un solide
Il existe une très grande diversité de forme de goutte (sphérique, en larme, etc.). Ce sont les forces en présence (poids, tension de surface, inertie ou friction visqueuse pour une goutte en mouvement) qui en déterminent la forme.

Forme d’une goutte déposée sur un solide en fonction de sa taille (comparée à la longueur capillaire.

Une goutte statique sur un solide peut être décrite de la même manière qu’une goutte dans l’air. Si elle est assez petite, la force principale qui détermine sa forme est la tension de surface. Ainsi, l’angle de contact avec lequel la goutte repose sur le solide ou condition de mouillage est décrit par le modèle de Young qui équilibre les tensions de surface. L’angle de contact à l'équilibre en soi est physiquement difficile à mesurer. Une façon d'acquérir l'angle de contact à l'équilibre, est à travers sa relation (son lien) avec les angles de contact avançant ({\displaystyle \theta _{\mathrm {A} }}) et reculant ({\displaystyle \theta _{\mathrm {R} }}) qui quant à eux peuvent être mesurés facilement. Finalement, la goutte aura donc une forme de calotte sphérique (voir figure ci-contre).
Si la goutte d’eau est plus grande, typiquement d’une taille supérieure à la longueur capillaire, celle-ci est aplatie par la gravité et devient une flaque (voir figure ci-contre).

### Goutte en mouvement (dans l'air)

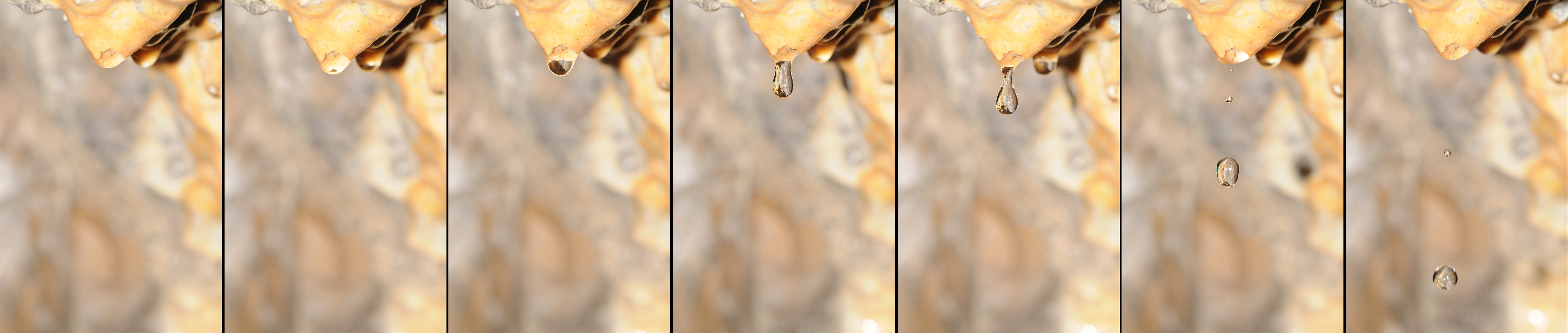
Évolution d'une goutte d'eau partant d'une stalactite

Lorsqu’une goutte est en mouvement, par exemple dans l'air, sa forme est beaucoup plus compliquée. Ainsi, une goutte qui tombe d’un robinet (ou d'une stalactite comme ci-contre) prendra, au moins temporairement, une forme de larme (voir également l'image du ballon de latex plein d'eau dans la galerie ci-dessous) avant de se détacher et de prendre une forme sphérique.

#### Éclatement des gouttes
Dès lors qu'elles sont suffisamment grosses, les gouttes de pluie ne peuvent conserver cette forme sphérique du fait des efforts aérodynamiques qui naissent de leur vitesse de chute (d'autant plus forte qu'elles sont grosses). 

Parfois ces efforts aérodynamiques secouent tellement les gouttes (spécialement en air agité) qu'elles prennent du balourd et en arrivent à se scinder (en forme d'haltère) puis à éclater (les deux masses de l'haltère se séparant l'une de l'autre par disparition de la barre qui les relie).

Déformation des gouttes du fait de leur vitesse.

Éclatement d'une goutte de pluie sous l'effet des efforts aérodynamiques dus à sa vitesse de chute, impression d'artiste, d'après Matthews and Mason, relayés par Pruppacher et Klett, et d'après Lane.

Dans un autre cas typique, les efforts aérodynamiques aplatissent les gouttes et les creusent en leur point d'arrêt (animation ci-contre à gauche),). Pour les plus grosses gouttes, lorsqu'elles chutent en air calme, ces mêmes efforts aérodynamiques leur donnent bientôt une forme d'ombrelle puis d'un sac entraîné vers le bas par un anneau contenant le gros du volume d'eau. Le sac explose enfin en une multitude de petites gouttes, ainsi que l'anneau qui forme des gouttes plus grosses (animation ci-contre à droite).

Ces phénomènes d'éclatement expliquent qu'il n'existe pas de gouttes de pluie de diamètre supérieur à 6 mm (certaines sources indiquant même 4,5 mm).

D'après Pruppacher and Klett, le diamètre équivalent maximal possible d'une goutte de pluie est atteint pour un nombre de Weber d'approximativement 10, ce nombre de Weber étant bien sûr basé sur le diamètre équivalent maximum de la goutte.

Ce même phénomène ne se produit pas pour les gouttes les plus petites (en dessous de 1 ou 2 mm de diamètre) et l'on peut considérer que ces petites gouttes (brouillards et bruines) sont encore sphériques.

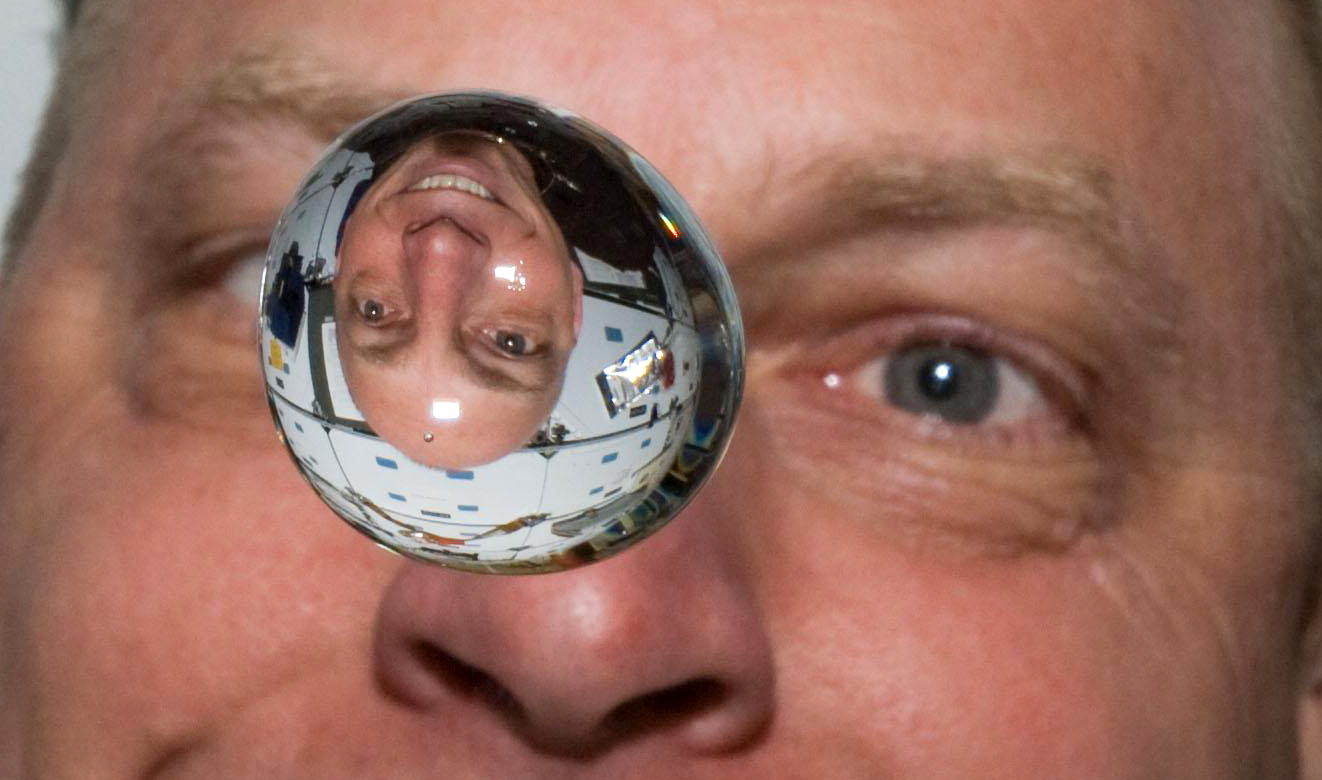
Très grosse goutte d'eau photographiée dans l'espace.

Comme le montre l'image de droite captée dans la navette spatiale, en l'absence d'efforts aérodynamiques les gouttes d'eau peuvent atteindre de très forts volumes. Elles sont globalement sphériques mais sont temporairement l'objet de fortes vibrations (ou balourds) dues à la façon dont elles ont été créées (voir  cette image où le balourd a cessé et où la goutte est redevenue sphérique).
Une goutte ruisselant sur une vitre pourra prendre des formes très différentes. À très faible vitesse, elle se déforme à cause de l’hystérèse de l’angle de contact. À très grande vitesse, la goutte pourra elle aussi se déformer et prendre la forme d’une larme voire déposer des gouttelettes derrière elle.

## Émulsions
Le paradis des gouttes (et de leurs applications) se situe très probablement dans les émulsions. En effet une émulsion est une solution liquide ou gazeuse contenant des microgouttelettes en suspension. Les exemples les plus courants d’émulsions sont les nuages ou le brouillard (suspension de gouttelettes d’eau dans l’air), la mayonnaise et les crèmes (suspension de gouttelettes d’huile dans une phase aqueuse), et toute forme de mousse (gouttelettes d’air dans une phase liquide) comme dans la crème chantilly, le bain moussant.
Des gouttelettes sont utilisées comme micro-réacteur chimique ou biochimique et des méthodes sont développées pour couper des gouttes, en mélanger le contenu, y contrôler une cristallisation ou une réaction chimique, etc.

## Galerie

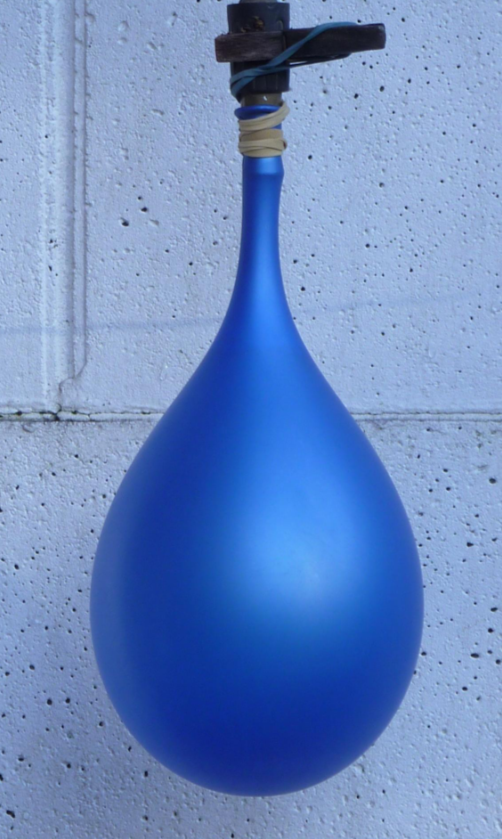
Ballon de latex plein d'eau.
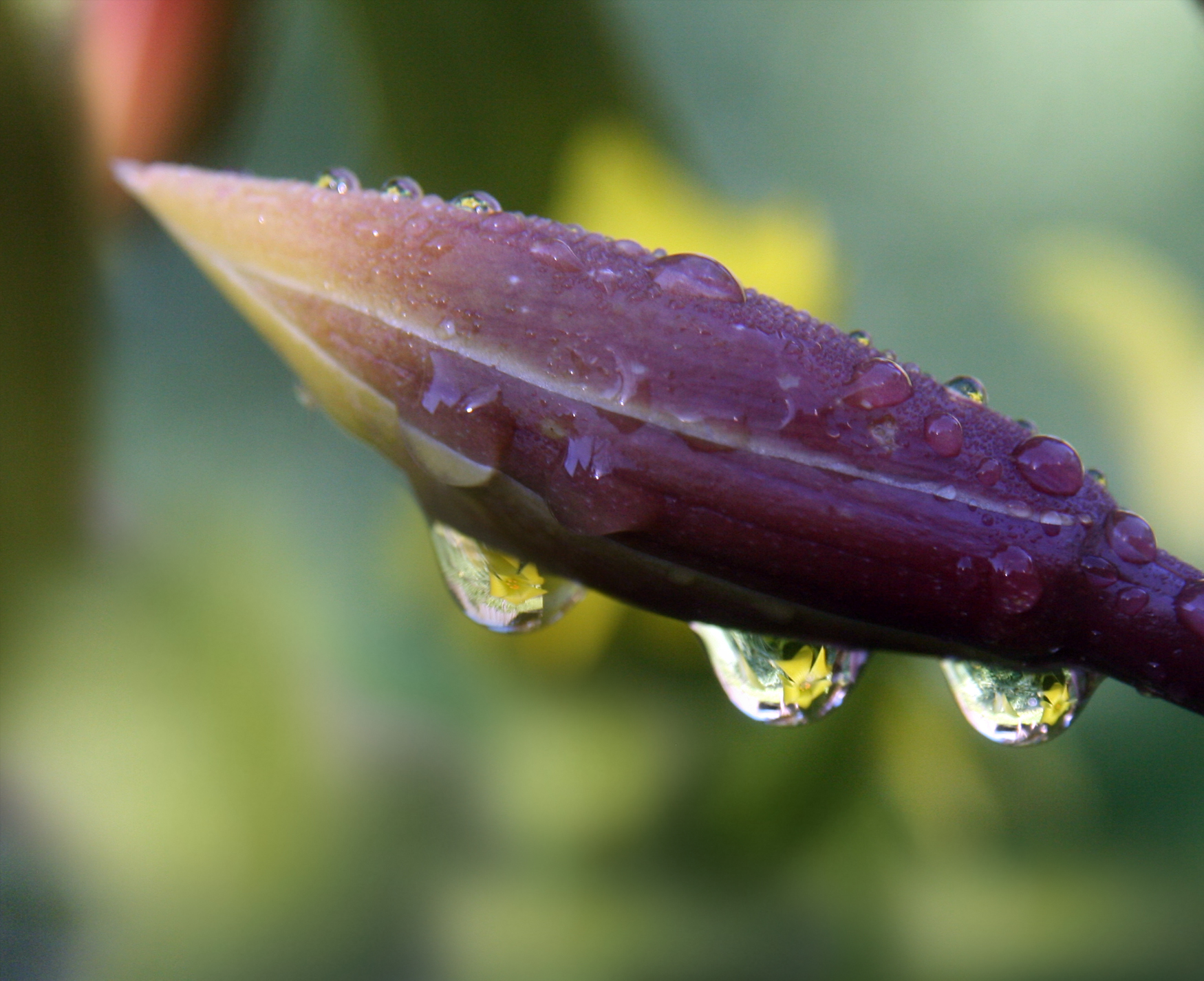
Gouttes d'eau réfractant une petite fleur.